# She Kissed Me
She Kissed Me is een nummer van de Amerikaanse zanger Terence Trent D'Arby uit 1993. Het is de derde single van zijn derde studioalbum Symphony or Damn.
Met "She Kissed Me" wijkt D'Arby af van zijn gebruikelijke soulgeluid en gaat hij meer de rockkant op. Het nummer flopte in Amerika, maar werd wel een hit in het Verenigd Koninkrijk en Oceanië. Ook in het Nederlandse taalgebied bereikte de plaat de hitparades niet.

## Tracklijst
- Cd-single

1. "She Kissed Me" - 3:40
2. "Read My Lips (I Dig Your Scene)"- 4:36